# 宇宙 (洪堡)

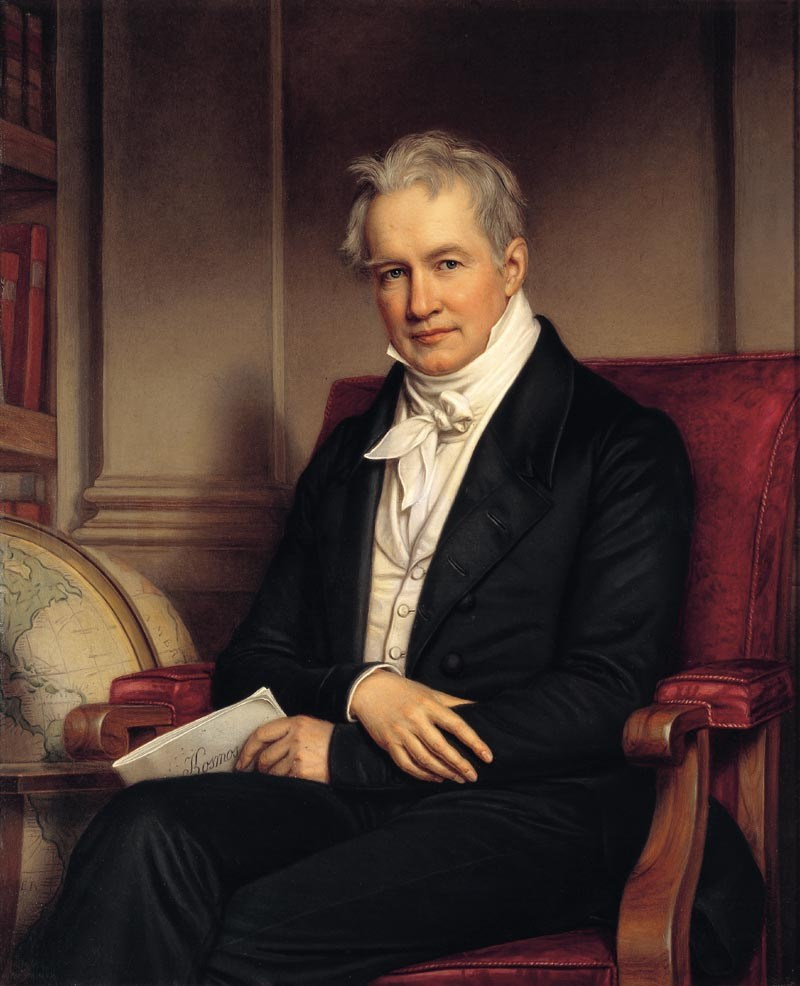
約瑟夫·卡爾·施蒂勒所繪的《洪堡和他的宇宙》（1843）

《宇宙》（德語：Kosmos）是德國科學家和探險家亞歷山大·馮·洪堡創作，對科學和自然巨有影響力的論文。《宇宙》開始於洪堡在柏林大學的一系列演講，並在1845年至1862年刊載成五冊（第五冊為洪堡逝世後才出版，內容並不完整）。他被學者和外行人廣泛的閱讀，他應用古希臘井然有序的宇宙視界到地球，顯示宇宙的渾沌也適用於地球的世界。對時間的爭議，洪堡在《宇宙》的演講中只在一般的項目中使用自然世界的精神，而避開了創建者的概念。